# Ommatius madagascariensis
Ommatius madagascariensis är en tvåvingeart som beskrevs av Macquart 1838. Ommatius madagascariensis ingår i släktet Ommatius och familjen rovflugor.
Artens utbredningsområde är Madagaskar. Inga underarter finns listade i Catalogue of Life.